# Zaborowo (Leszno)
Zaborowo (deutsch Zaborowo, auch Saborowo, 1939–1945 Dornfeld) ist ein Stadtteil der Stadt Leszno (Lissa) in der polnischen Woiwodschaft Großpolen. Zaborowo besaß von 1644 bis 1893 Stadtrecht und wurde 1942 nach Leszno eingemeindet.

## Geschichte

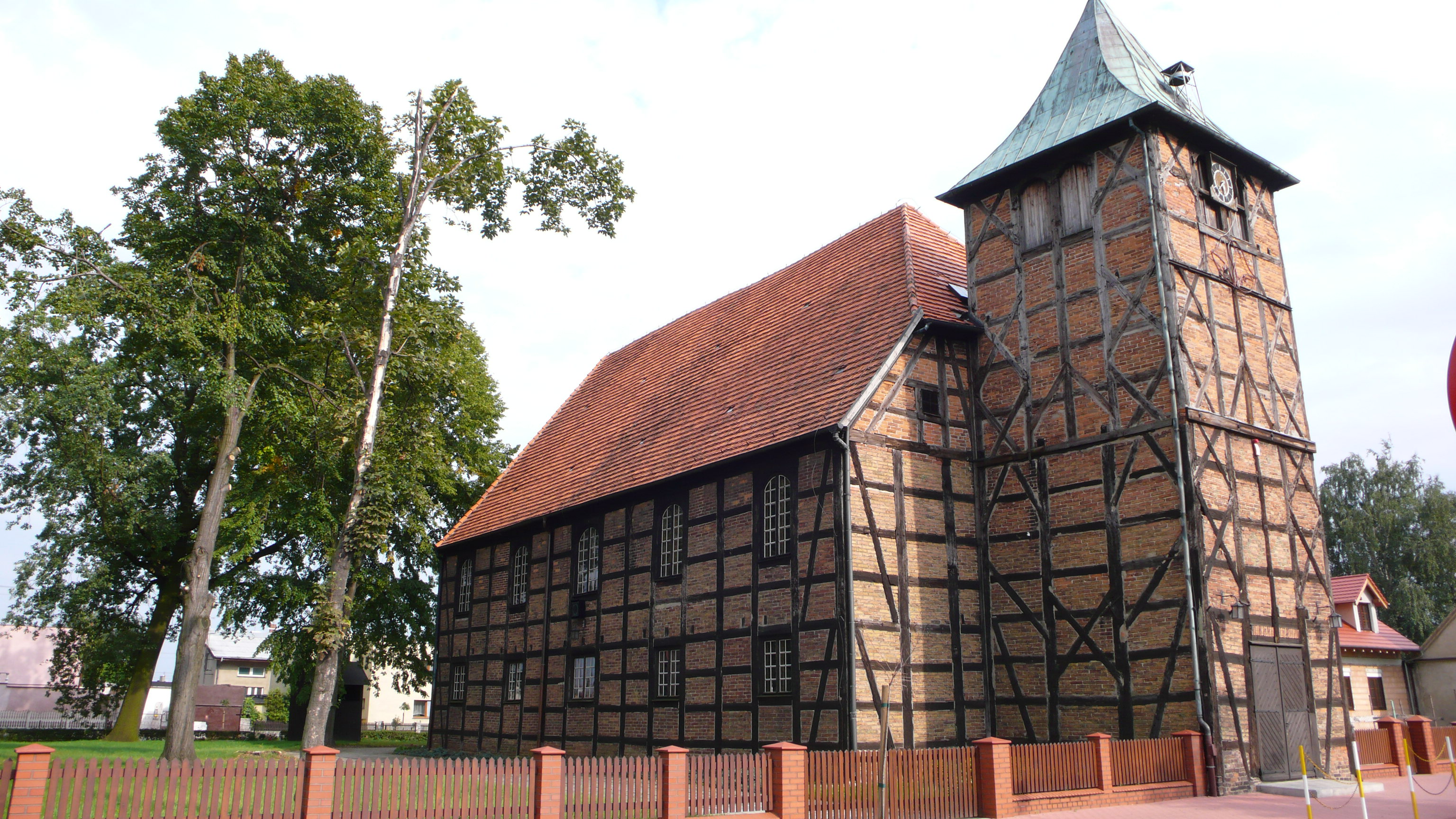
Kirche von Zaborowo

Am 20. März 1644 erteilte der polnische König Władysław IV. dem Grundherrn Wojciech (Albert) Gajewski die Erlaubnis auf dem Boden des gleichnamigen Dorfes Zaborowo eine Stadt zu gründen. Die Stadt erhielt Magdeburger Recht und war wie viele andere Stadtgründungen dieser Zeit im Grenzgebiet zu Schlesien explizit als Zufluchtsort für protestantische Glaubensflüchtlinge vorgesehen.
Zaborowo kam im Zuge der Zweiten Teilung Polens 1793 als Teil der Provinz Südpreußen zum Königreich Preußen. Nach einer kurzen Zugehörigkeit zum Herzogtum Warschau von 1807 bis 1815 kam die Stadt als Teil des Großherzogtums Posen (Provinz Posen) erneut zu Preußen. Zaborowo gehörte dort bis 1887 zum Kreis Fraustadt und danach zum neugebildeten Kreis Lissa.
Zaborowo lag auf der Poststrecke zwischen Breslau und Posen. Wirtschaftlich war vor allem das Tuchmachergewerbe für die Stadt von Bedeutung. Um 1819 waren von den 890 Einwohnern der Stadt über neunzig als Tuchmacher tätig.
Im Zuge des Großpolnischen Aufstands 1848 und der geplanten Teilung der Provinz in einen deutschen und einen polnischen Teil verlangten die sieben Städte des Kreises Fraustadt, darunter auch Zaborowo, den Anschluss an Schlesien und somit an den Deutschen Bund. Im Schatten der Nachbarstadt Lissa stagnierte die Entwicklung in Zaborowo. 1893 wurde Zaborowo das Stadtrecht entzogen und zur Landgemeinde herabgestuft.
Nach dem Ersten Weltkrieg wurden Teile des Kreises Lissa im Großpolnischen Aufstand 1918–1919 von polnischen Freischärlern besetzt. Der Großteil des deutsch besiedelten Kreisgebiets, darunter auch Lissa und Zaborowo, blieb unter deutscher Kontrolle. Im Versailler Vertrag musste allerdings der gesamte Kreis Lissa an Polen abgetreten werden. Die Räumung und Übergabe erfolgte zwischen dem 17. Januar und dem 4. Februar 1920. Aus dem Kreis Lissa wurde der polnische Powiat Leszno.
In der Zwischenkriegszeit erfolgte eine starke Abwanderung der Bevölkerung ins Deutsche Reich. Nachdem Zaborowo 1939 zu Beginn des Zweiten Weltkriegs von der Wehrmacht erobert wurde, wurde der Ort dem Landkreis Lissa im neugebildeten Reichsgau Wartheland angeschlossen. Zaborowo wurde in Dornfeld umbenannt und 1942 in die Stadt Lissa eingemeindet. Im Frühjahr 1945 besetzte die Rote Armee die Region und der Ort wurde wieder ein Teil Polens. In der Folgezeit wurden deutsche Bewohner aus Zaborowo vertrieben.

### Bevölkerungsentwicklung
| Jahr | Einwohner | Anmerkungen                                        |
| ---- | --------- | -------------------------------------------------- |
| 1816 | 914       | [ 3 ]                                              |
| 1819 | 890       | 1 lutherische Kirche, 166 Feuerstellen             |
| 1837 | 750       | [ 3 ]                                              |
| 1843 | 829       | [ 3 ]                                              |
| 1858 | 805       | [ 3 ]                                              |
| 1861 | 826       | [ 3 ]                                              |
| 1905 | 953       | davon 524 Evangelische, 429 Katholiken (129 Polen) |

## Sehenswürdigkeiten
- Katholische Kirche, Fachwerkbau vom Ende des 18. Jahrhunderts (bis 1945 evangelische Pfarrkirche)[6]